# محمد الشقنقيري
محمد الشقنقيري (12 سبتمبر 1973 -)، ممثل مصري، لمع في العديد من الأعمال التلفزيونية.

## حياته
ولد يوم 12 سبتمبر عام 1973م لعائلة فنية حيث أنه ابن شقيق المخرج إبراهيم الشقنقيري.
بدأ محمد الشقنقيرى حياته كلاعب لكرة القدم، ثم اقتحم مجال التمثيل من خلال مسلسل “ساكن قصادى” الذي كان بداية معرفه الجمهور به، إلا أنه نجمه لمع عقب مسلسل (الوتد) وشارك بعد ذلك في العديد من الأعمال المتميزة.
حقق نجاحاً كبيراً على شاشات التلفزيون، وقدم العديد من المسلسلات التلفزيونية من أبرزها “الكومي” و”امرأة من زمن الحب” و”أين قلبي” و”العمة نور” و”السيرة العاشوريه” و”العندليب” و”صرخة أنثى” و”أزهار” و”بنات في الثلاثين” و”مسك الليل” و”شط إسكندرية” و”قلب ميت” و”اختفاء سعيد مهران” و”اغلي من حياتي” و”بره الدنيا”.
على الرغم من نجاحه الملحوظ في التلفزيون إلا أنه لم يحقق نفس الانتشار والنجاح في السينما، واقتصرت أعماله في السينما على عدد ضئيل من الأفلام منها “الأشرار” و”العالمي”.

## أعماله التلفزيونية
- بت القبايل
- ليالينا 80 [5]
- مولانا العاشق
- استاذ ورئيس قسم
- العراف
- على كف عفريت
- في غمضة عين
- أغلى من حياتي
- بره الدنيا
- محمود المصري
- أين قلبي
- قلب ميت
- العمة نور
- شط إسكندرية
- الأشرار
- العندليب حكاية شعب
- بنت من شبرا
- صرخة أنثى
- ريا وسكينه
- ساكن قصادى
- صباح الخير ياجارى
- خيال الظل
- جسر الخطر
- الوتد
- حلم ابن السبيل
- غريب الدار

## أفلامه
- العالمي
- سالم أبو أخته

## جوائز وتكريم
نال محمد الشقنقيري عدد من الجوائز حيث حصل على جائزة المركز الثاني عن دوره في مسلسل “بره الدنيا” في استفتاء صحيفة الأهرام عام 2010م، كما حصل على جائزة أفضل ممثل دور ثاني عن دوره في مسلسل “حدف بحر” من مهرجان ART عام 2009م، بالإضافة إلى جائزة التميز عن دوره في مسلسل “قلب ميت” من دار التحرير للطباعة والنشر.